# Eurhopalothrix lenkoi
Eurhopalothrix lenkoi é uma espécie de formiga do gênero Eurhopalothrix, pertencente à subfamília Myrmicinae.